# Fernsehen in Deutschland

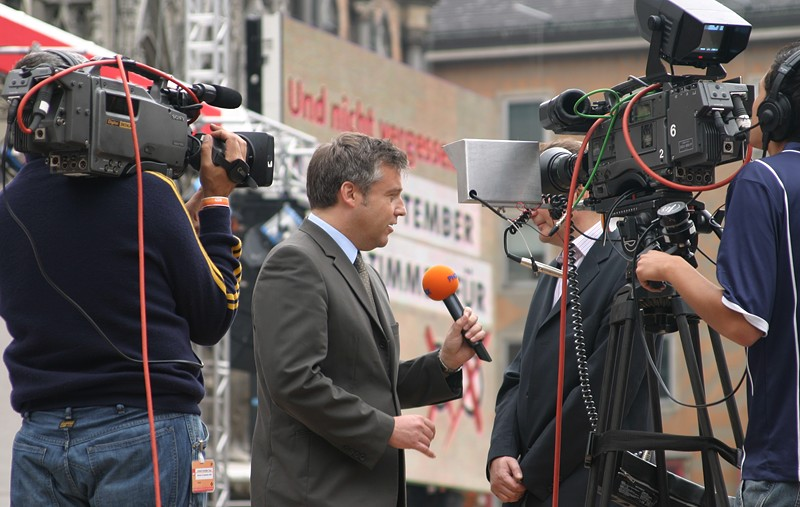
Phoenix-Reporter Heinz Abel bei einer Liveübertragung aus München

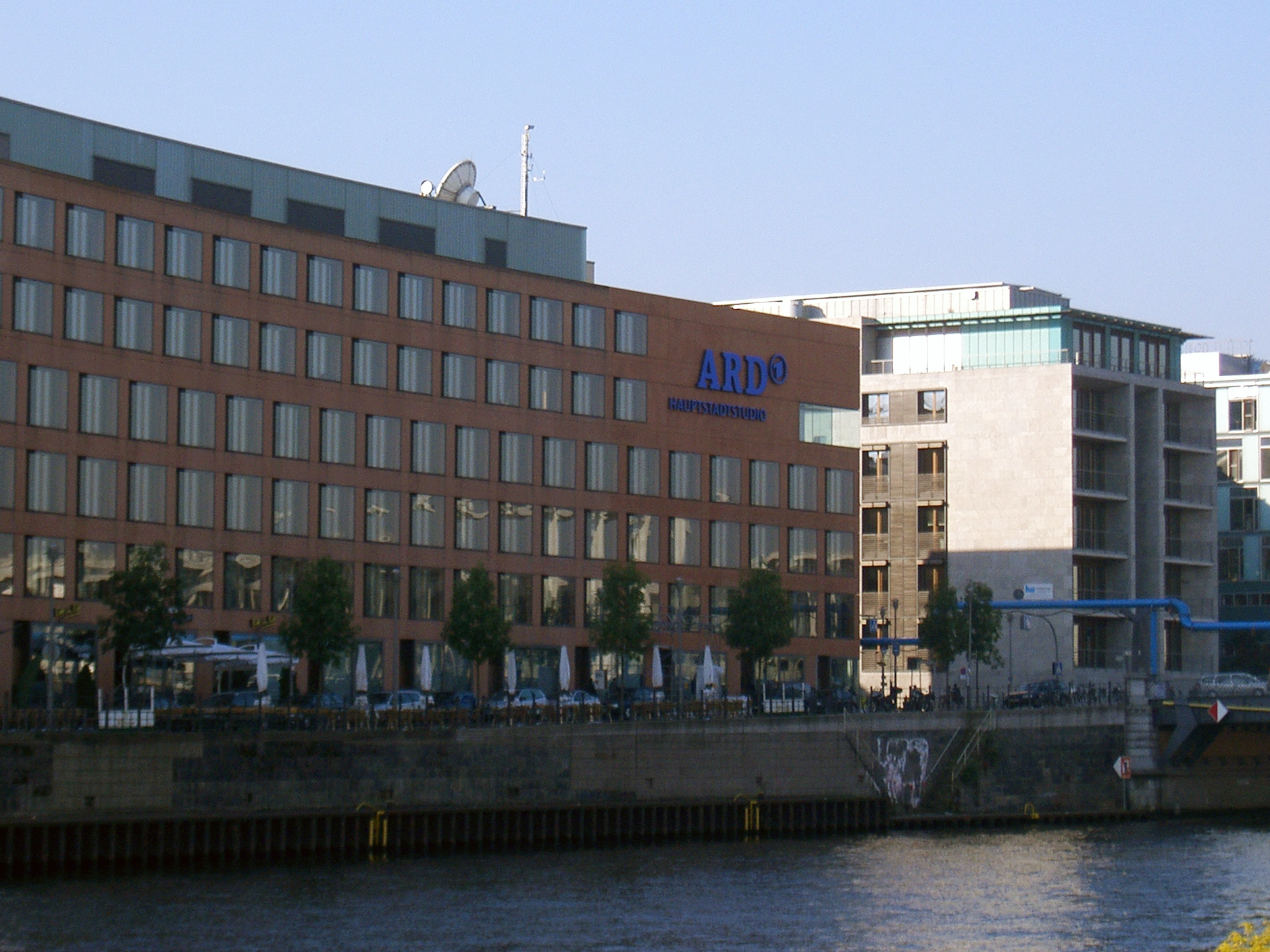
Gebäude des Hauptstadtstudios der ARD in Berlin

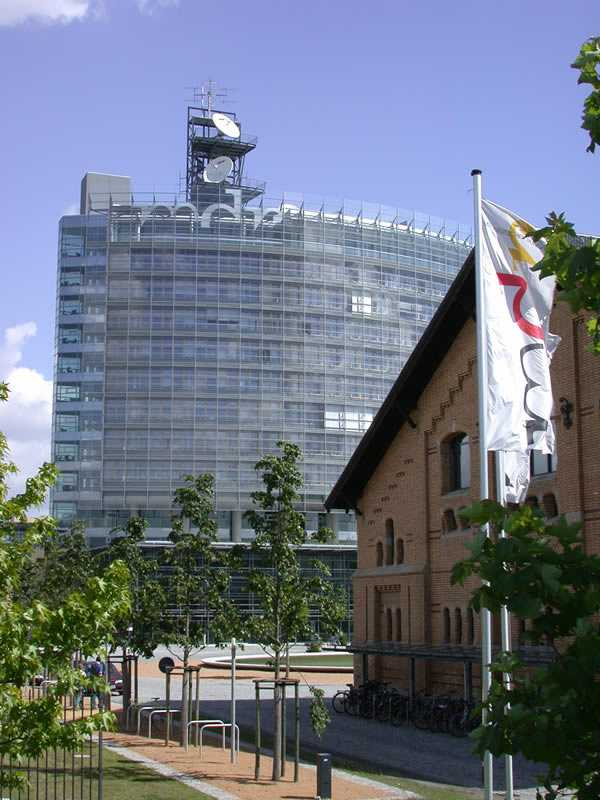
MDR-Zentrale in Leipzig

Das Fernsehen in Deutschland stellt einen kulturellen, sozialen, politischen und wirtschaftlichen Teil der deutschen Medienlandschaft dar.
95 Prozent der deutschen Haushalte verfügen über mindestens einen Fernsehempfänger. Das Fernsehen zählt in Deutschland heute zu den Leitmedien.

## Geschichte
Am 22. März 1935 wurde in Deutschland das erste regelmäßige Fernsehprogramm der Welt live über den Fernsehsender Paul Nipkow in Berlin ausgestrahlt. Der Betrieb war anfangs auf etwa zwei abendliche Stunden an drei Wochentagen beschränkt. Hierbei wurde zunächst ein 180-Zeilenbild ausgestrahlt, welches lediglich Bilder von mäßiger Qualität lieferte. Die Zahl der Fernsehzuschauer war mit schätzungsweise 250 (bei 75 angemeldeten Empfangsgeräten) äußerst gering. Mit der Eröffnung der ersten öffentlichen Fernsehstuben in Berlin, Potsdam und Neuruppin wurde das neue Medium erstmals einer größeren Öffentlichkeit zugänglich gemacht. Die Resonanz war allerdings angesichts der zunächst relativ schlechten Bildqualität eher verhalten.
Ein erster Höhepunkt bei der Frequentierung der Fernsehstuben und Großbildstellen stellte sich bei den Olympischen Sommerspielen 1936 ein. Zeitweilig über 10.000 Zuschauer monatlich stellten während dieser Zeit das erste Massenpublikum dar. Mit der Einführung des 441-Zeilen-Verfahrens am 1. November 1938 wurde die Bildauflösung und damit die Qualität der Bilder deutlich verbessert. Nach Ausbruch des Zweiten Weltkrieges wurden die Ausstrahlungen zwischen dem 3. September 1939 und dem 11. November 1939 zunächst eingestellt, um dann (vorwiegend zum Zwecke der Truppenunterhaltung) wieder aufgenommen zu werden. Im Herbst 1944 wurden diese Fernsehsendungen im Deutschen Reich schließlich kriegsbedingt endgültig eingestellt.
Mit der deutschen Teilung nach dem Zweiten Weltkrieg setzt sich die Geschichte des deutschen Fernsehens in unterschiedlicher Weise fort. Sowohl die DDR als auch die Bundesrepublik Deutschland begannen 1952 mit einer Ausstrahlung von Fernsehprogrammen. In der DDR startete 1952 das „öffentliche Versuchsprogramm“, 1956 ersetzt durch den Deutschen Fernsehfunk (DFF). In der Bundesrepublik startete 1952 das Deutsche Fernsehen (heute: Das Erste) der ARD, 1963 folgte als zweiter Sender das Zweite Deutsche Fernsehen (ZDF) und Mitte bis Ende der 1960er Jahre nahmen die regionalen dritten Programme der ARD ihren Betrieb auf. In den 1980er Jahren erfolgte ein grundlegender Wandel: 1981 wurde der private Rundfunk zugelassen und infolge das duale Rundfunksystem etabliert. 1984 ging der erste private Fernsehsender an den Start, rund zehn Jahre später war der Fernsehmarkt aufgeteilt. Es hatten sich die vier großen Sender Das Erste, ZDF, RTL und Sat.1, und die kleineren Sender ProSieben, RTL 2, Kabel 1 und Vox sowie das jeweilige dritte Programm herausgebildet. Hinzu kommt eine Vielzahl kleiner Sender, die überwiegend Spartenprogramme anbieten.
Mit dem 2010er Jahrzehnt wurden zunehmend Streaming-Dienste, überwiegend US-amerikanischer Anbieter, in Anspruch genommen. So haben im Jahr 2019 laut einer von ARD und ZDF in Auftrag gegebenen Studie die 14- bis 29-Jährigen in Deutschland erstmals mehr Zeit mit Streaming verbracht als mit den Programmen linearer Sender.

## Sender
Es gibt über 145 Fernsehsender, die hauptsächlich Wirtschaftsunternehmen sind und somit auf Gewinnerzielung aus sind. Den Markt teilen sich ungefähr zur Hälfte die öffentlich-rechtlichen Sender (u. a. Das Erste, ZDF und die regionalen „Dritten Programme“) und die seit 1984 existierenden Privatsender.

### Öffentlich-rechtliche Rundfunkanstalten
Die öffentlich-rechtlichen Rundfunkanstalten leisten die Grundversorgung der Bevölkerung an Information, mittlerweile jedoch mit einem sehr großen Anteil an Unterhaltung. Sie finanzieren sich größtenteils durch Rundfunkgebühren sowie zu einem geringen Anteil aus Werbeeinnahmen.
Die 1950 gegründete ARD (Arbeitsgemeinschaft der öffentlich-rechtlichen Rundfunkanstalten der Bundesrepublik Deutschland) ist ein Zusammenschluss der neun deutschen Landesrundfunkanstalten. Diese veranstalten als Gemeinschaftsprogramm den Fernsehsender Das Erste sowie jeweils eigene Regionalprogramme, die so genannten Dritten Programme. Das Ausländerprogramm der ARD erfüllt Aufgaben der Information und Integration für Migranten in Deutschland.
Die Sparte ARD Digital betreibt deutschlandweit eine eigene Digitalplattform unter der Bezeichnung „ARD-Digital“. Sie beinhaltet 17 Sender, darunter die digitalen Zusatzprogramme tagesschau24 und One. Die Landesrundfunkanstalten tauschen über das vom ARD-Stern betriebene, eigene Breitbandnetz HYBNET untereinander Dateien sowie Rundfunk- und Fernsehbeiträge aus.
Das Zweite Deutsche Fernsehen (ZDF) wurde 1963 gegründet und ist eine gemeinnützige Anstalt des öffentlichen Rechts mit Sitz in Mainz (Rheinland-Pfalz). Das ZDF bietet seit 1997 auch ZDFvision mit einem Bouquet von sieben Fernsehprogrammen, darunter den digitalen Zusatzkanälen ZDFinfo und ZDFneo.
Als deutschsprachiges Gemeinschaftsprogramm betreiben ARD und ZDF gemeinsam mit dem Österreichischen Rundfunk (ORF) und dem Schweizer Radio und Fernsehen (SRF) den 1984 gestarteten Kultursender 3sat. ARD, ZDF und ARTE France sowie zu einem geringen Teil auch das SRF betreiben seit 1992 den deutsch-französischen Kultursender Arte.
ARD und ZDF betreiben darüber hinaus gemeinsam den Ereignis- und Dokumentationskanal Phoenix, den Kinderkanal KiKA sowie das Online-Medienangebot funk für Jugendliche und junge Erwachsene zwischen 14 und 29 Jahren.

### Kommerzielle Fernsehsender
Im frei empfangbaren Fernsehen gibt es in Deutschland neben den öffentlich-rechtlichen Sendern eine Vielzahl von Privatsendern. Diese finanzieren sich ausschließlich über Werbeeinnahmen und strahlen aus diesem Grund wesentlich mehr Werbung aus.
Mit der ProSiebenSat.1 Media und der RTL Group gibt es auf dem deutschen Fernsehmarkt zwei große Konzerne.
Zur ProSiebenSat.1 Media SE mit Sitz in München gehören die Sender Sat.1, ProSieben, kabel eins und sixx sowie weitere kleinere Sender. Die Sender der ProSiebenSat.1 Media hatten 2006 einen Gesamtmarktanteil von knapp 21 %.
Zur RTL Group mit Sitz in Köln, die zu 90,4 % im Besitz der Bertelsmann SE & Co. KGaA ist, gehören zu 100 % die Sender RTL Television und der Nachrichtensender n-tv. Außerdem hält die RTL Group Anteile an den Sendern RTL II, VOX und Super RTL. RTL Television hatte 2006 einen Marktanteil von 12,8 % (Zuschauer über 3 Jahren).
Daneben gibt es Spartenprogramme wie Musiksender (z. B. Deluxe Music, MTV, VIVA), Nachrichten und Information (z. B. Welt), Sport (z. B. Eurosport 1, Sport1), Fiktionale Unterhaltung (Tele 5), Gamingsender (z. B. K1010) oder Homeshopping (z. B. HSE24). Ferner hat sich ein breites Angebot an Regionalfernsehsendern etabliert (z. B. NRW.TV, Saar TV, Sachsen Fernsehen, TV.Berlin), die in der Regel ein regionsbezogenes Programm anbieten.

### Bezahlfernsehen/Pay-TV
Marktführer der Sparte Bezahlfernsehen/Pay-TV ist der Sender Sky (bis Juli 2009 Premiere) mit Sitz in Unterföhring.
Für die Zielgruppe Auslandsdeutsche gibt es (hauptsächlich in deutscher Sprache und nur über Satellit) den Sender DW-TV, der von der Deutschen Welle weltweit (nur Satellit) ausgestrahlt wird, sowie ProSiebenSat.1 Welt von SAT.1 und ProSieben (nur Vereinigte Staaten). Von 2002 bis 2005 gab es den Sender German TV (ARD/ZDF/DW) mit Sitz in Berlin.

### Fernsehsender der alliierten Streitkräfte
Je nach Sektor gibt es oder gab es Fernsehsender mit (fast immer) geringer Sendeleistung für die alliierten Streitkräfte auf deutschem Boden:
- American Forces Network (AFN) für die Angehörigen der Streitkräfte der Vereinigten Staaten mit Sitz in Mannheim
- British Forces Broadcasting Service (BFBS) für die Angehörigen der Streitkräfte des Vereinigten Königreichs
- Radio Forces Françaises de Berlin (FFB) für die Angehörigen der französischen Streitkräfte mit Sitz in Berlin – bis 1994
- Radio Wolga (UdSSR) für die Angehörigen der russischen Streitkräfte – bis 1994

Im Falle des Empfangs über Satellit sind die Sendungen verschlüsselt und nur mittels Decoder empfangbar, der nur für Militärangehörige legal zu erwerben ist. Die Bedeutung der Sender sank seit den 1990er Jahren, da immer weniger Angehörige ausländischer Streitkräfte in Deutschland stationiert sind.

### Marktanteile
Nach Einführung des Privatfernsehens stiegen die Marktanteile der privaten Sender stetig. Nach der Wiedervereinigung erreichten RTL und Sat.1 im Osten Deutschlands besonders hohe Einschaltquoten und RTL war zeitweise in ganz Deutschland Marktführer. Auch heute noch wird in Ostdeutschland deutlich mehr Privatfernsehen geschaut als im Rest des Landes. Während RTL im Jahresdurchschnitt 2006 im Osten mit einem Marktanteil von 14,3 Prozent deutlich Marktführer vor dem Ersten mit 12,0 Prozent war, verhielt es sich im Westen umgekehrt: Dort erreichte das Erste 14,9 Prozent und RTL stand mit 12,3 Prozent noch hinter dem ZDF an dritter Stelle.
Die Erhebungen zeigen, dass der als Oberschicht definierte Bevölkerungsteil mit rund zwei Stunden täglich am seltensten fernsieht und dabei klar die öffentlich-rechtlichen Sender bevorzugt, während sich die zur Unterschicht gezählte Bevölkerung im Schnitt knapp fünf Stunden am Tag vor dem Fernseher aufhält und überproportional oft private Fernsehsender einschaltet. So hatte das Erste 2004 in der Oberschicht einen Marktanteil von 20,5 Prozent, in der Unterschicht hingegen nur 7,7 Prozent. Dagegen kam RTL in der Oberschicht nur auf 9,8 Prozent Marktanteil im Vergleich zu 15,2 Prozent in der Unterschicht.
Die Dritten Programme hatten durch die Einführung des Privatfernsehens deutliche Verluste bei den Zuschauerzahlen. Sie haben ihre Marktanteile seit Mitte der 1990er Jahre wieder steigern können und erreichen in ihren jeweiligen Sendegebieten zwischen fünf und neun Prozent der Zuschauer.
Die Privatsender weisen neben ihren Marktanteilen beim Gesamtpublikum die Quoten in der bei der Werbewirtschaft relevanten Zielgruppe der 14- bis 49-jährigen Zuschauer aus, bei der sie aufgrund ihrer inhaltlichen Ausrichtung meist höhere Werte erreichen als bei der Gesamtheit der Zuschauer. Das Angebot des Bezahlfernsehens Premiere hatte 2006 insgesamt einen Marktanteil von etwa 2,1 Prozent.
Prozentzahlen für Deutschland gesamt, ganzer Tag, Zuschauer ab 3 Jahre, von 1988 bis 2023:
| Sender                 | Sendebeginn                     | 2023 | 2022 | 2021 | 2020 | 2019 | 2018 | 2017 | 2016 | 2015 | 2014 | 2013 | 2012 | 2011 | 2010 | 2009 | 2008 | 2007 | 2006 | 2005 | 2004 | 2003 | 2002 | 2001 | 2000 | 1999 | 1998 | 1997 | 1996 | 1995 | 1994 | 1993 | 1992 | 1991 | 1990 | 1989 | 1988 |
| ---------------------- | ------------------------------- | ---- | ---- | ---- | ---- | ---- | ---- | ---- | ---- | ---- | ---- | ---- | ---- | ---- | ---- | ---- | ---- | ---- | ---- | ---- | ---- | ---- | ---- | ---- | ---- | ---- | ---- | ---- | ---- | ---- | ---- | ---- | ---- | ---- | ---- | ---- | ---- |
| ZDF                    | 04/1963                         | 14,6 | 14,5 | 14,7 | 13,6 | 13,0 | 13,9 | 13,0 | 13,0 | 12,5 | 13,3 | 12,8 | 12,6 | 12,1 | 12,7 | 12,5 | 13,1 | 12,9 | 13,6 | 13,5 | 13,8 | 13,4 | 13,9 | 13,0 | 13,3 | 13,2 | 13,6 | 13,4 | 14,4 | 14,7 | 17,0 | 18,0 | 22,0 | 25,6 | 28,8 | 31,7 | 36,2 |
| Das Erste              | 11/1954                         | 11,9 | 12,2 | 12,1 | 11,3 | 11,3 | 11,3 | 11,3 | 12,1 | 11,6 | 12,5 | 12,1 | 12,3 | 12,4 | 13,2 | 12,7 | 13,4 | 13,4 | 14,2 | 13,5 | 14,0 | 14,1 | 14,3 | 13,7 | 14,3 | 14,2 | 15,4 | 14,7 | 14,8 | 14,6 | 16,3 | 17,0 | 22,0 | 24,5 | 30,8 | 32,4 | 37,8 |
| RTL                    | 01/1984                         | 7,9  | 7,4  | 7,2  | 8,1  | 8,4  | 8,3  | 9,2  | 9,7  | 9,9  | 10,3 | 11,3 | 12,3 | 14,1 | 13,6 | 12,5 | 11,7 | 12,4 | 12,8 | 13,2 | 13,8 | 14,9 | 14,6 | 14,8 | 14,3 | 14,8 | 15,1 | 16,1 | 17,0 | 17,6 | 17,5 | 18,9 | 16,7 | 14,4 | 11,5 | 10,0 | 4,1  |
| Sat.1                  | 01/1984                         | 4,7  | 5,1  | 5,2  | 5,7  | 6,0  | 6,2  | 6,7  | 7,3  | 7,9  | 8,1  | 8,2  | 9,4  | 10,1 | 10,1 | 10,4 | 10,3 | 9,6  | 9,8  | 10,9 | 10,3 | 10,2 | 9,8  | 10,1 | 10,2 | 10,8 | 11,8 | 12,8 | 13,2 | 14,7 | 14,9 | 14,4 | 13,1 | 10,6 | 9,0  | 8,5  | 5,6  |
| VOX                    | 01/1993                         | 4,7  | 4,7  | 4,5  | 4,6  | 4,8  | 4,8  | 5,1  | 5,2  | 5,1  | 5,2  | 5,6  | 5,8  | 5,6  | 5,6  | 5,4  | 5,4  | 5,7  | 4,8  | 4,2  | 3,7  | 3,4  | 3,3  | 3,1  | 2,8  | 2,8  | 2,8  | 3,0  | 3,0  | 2,6  | 2,0  | 1,3  | ---  | ---  | ---  | ---  | ---  |
| kabel eins             | 02/1992                         | 3,2  | 3,0  | 3,2  | 3,5  | 3,6  | 3,5  | 3,4  | 3,8  | 3,8  | 3,8  | 4,0  | 3,9  | 4,0  | 3,9  | 3,9  | 3,6  | 3,6  | 3,6  | 3,8  | 4,0  | 4,2  | 4,5  | 5,0  | 5,5  | 5,4  | 4,4  | 3,8  | 3,6  | 3,0  | 2,0  | 1,6  | 0,4  | ---  | ---  | ---  | ---  |
| ProSieben              | 01/1989                         | 3,0  | 3,3  | 3,7  | 4,0  | 4,3  | 4,4  | 4,5  | 5,0  | 5,3  | 5,5  | 5,7  | 5,9  | 6,2  | 6,3  | 6,6  | 6,6  | 6,5  | 6,6  | 6,7  | 7,0  | 7,0  | 7,0  | 8,0  | 8,2  | 8,4  | 8,7  | 9,4  | 9,5  | 9,9  | 9,4  | 9,2  | 6,5  | 3,8  | 1,3  | 0,7  | ---  |
| ZDFneo                 | 11/2009                         | 2,6  | 2,6  | 2,8  | 2,9  | 3,1  | 3,2  | 2,9  | 2,1  | 1,6  | 1,3  | 1,0  | 0,6  | 0,4  | 0,2  | 0,1  | ---  | ---  | ---  | ---  | ---  | ---  | ---  | ---  | ---  | ---  | ---  | ---  | ---  | ---  | ---  | ---  | ---  | ---  | ---  | ---  | ---  |
| NDR Fernsehen          | 01/1965                         | 2,6  | 2,6  | 2,6  | 2,7  | 2,6  | 2,5  | 2,5  | 2,4  | 2,5  | 2,5  | 2,7  | 2,5  | 2,5  | 2,6  | 2,7  | 2,7  | 2,8  | 2,8  | 2,9  | 3,0  | 2,9  | 2,8  | 2,8  | 2,7  | 2,7  | 2,7  | 2,7  | 2,5  | 2,2  | 1,9  | 1,7  | 1,6  | 1,5  | 1,5  | 1,8  | 1,9  |
| RTLplus / RTLup        | 06/2016                         | 2,5  | 2,2  | 2,0  | 1,8  | 1,4  | 1,3  | 1,1  |      | ---  | ---  | ---  | ---  | ---  | ---  | ---  | ---  | ---  | ---  | ---  | ---  | ---  | ---  | ---  | ---  | ---  | ---  | ---  | ---  | ---  | ---  | --   | ---  | ---  | ---  | ---  | ---  |
| RTL II                 | 03/1993                         | 2,4  | 2,6  | 2,5  | 2,7  | 2,9  | 3,0  | 3,2  | 3,5  | 3,7  | 3,9  | 4,2  | 4,0  | 3,6  | 3,8  | 3,9  | 3,8  | 3,9  | 3,8  | 4,2  | 4,9  | 4,6  | 3,8  | 4,0  | 4,8  | 4,0  | 3,8  | 4,0  | 4,5  | 4,6  | 3,8  | 2,6  | ---  | ---  | ---  | ---  | ---  |
| WDR Fernsehen          | 12/1965                         | 2,3  | 2,3  | 2,5  | 2,5  | 2,3  | 2,3  | 2,3  | 2,1  | 2,2  | 2,4  | 2,6  | 2,5  | 2,5  | 2,6  | 2,7  | 2,6  | 2,6  | 2,7  | 2,8  | 2,8  | 2,6  | 2,6  | 2,5  | 2,5  | 2,5  | 2,4  | 2,2  | 1,7  | 1,7  | 1,5  | 1,3  | 1,4  | 2,2  | 2,2  | 2,7  | 2,9  |
| MDR Fernsehen          | 01/1992                         | 2,2  | 2,2  | 2,2  | 2,1  | 2,1  | 1,9  | 2,0  | 1,9  | 2,0  | 1,9  | 2,0  | 1,9  | 2,0  | 2,1  | 2,2  | 2,2  | 2,2  | 2,4  | 2,3  | 2,4  | 2,4  | 2,4  | 2,5  | 2,4  | 2,5  | 2,5  | 2,2  | 1,8  | 1,7  | 1,3  | 1,1  | 1,2  | ---  | ---  | ---  | ---  |
| Sat.1 Gold             | 01/2013                         | 2,1  | 2,2  | 1,9  | 1,8  | 1,8  | 1,6  | 1,5  | 1,4  | 1,4  | 0,7  | 0,3  | ---  | ---  | ---  | ---  | ---  | ---  | ---  | ---  | ---  | ---  | ---  | ---  | ---  | ---  | ---  | ---  | ---  | ---  | ---  | ---  | ---  | ---  | ---  | ---  | ---  |
| Bayerisches Fernsehen  | 09/1964                         | 2,1  | 2,0  | 1,9  | 2,0  | 1,9  | 1,7  | 1,8  | 1,6  | 1,7  | 1,6  | 1,7  | 1,8  | 1,7  | 1,9  | 2,0  | 1,9  | 2,1  | 2,2  | 2,2  | 2,2  | 2,1  | 2,0  | 2,0  | 1,9  | 1,9  | 1,9  | 2,0  | 1,8  | 1,7  | 1,7  | 1,7  | 1,6  | 2,4  | 2,3  | 2,6  | 2,7  |
| SWR Fernsehen          | 04/1969                         | 2,0  | 2,0  | 2,1  | 2,1  | 1,9  | 1,8  | 1,9  | 1,8  | 1,8  | 1,8  | 1,7  | 1,7  | 1,8  | 1,8  | 1,9  | 1,9  | 1,9  | 1,8  | 1,8  | 1,9  | 1,8  | 1,7  | 1,7  | 1,6  | 1,6  | 1,5  | 1,5  | 1,4  | 1,3  | 1,3  | 1,0  | 1,1  | 1,8  | 2,1  | 2,1  | 2,1  |
| RTL Nitro              | 04/2012                         | 1,8  | 1,9  | 1,8  | 1,8  | 1,9  | 1,7  | 1,6  | 1,3  | 1,4  | 1,3  | 0,8  | 0,3  | ---  | ---  | ---  | ---  | ---  | ---  | ---  | ---  | ---  | ---  | ---  | ---  | ---  | ---  | ---  | ---  | ---  | ---  | ---  | ---  | ---  | ---  | ---  | ---  |
| ZDFinfo                | 08/1997                         | 1,8  | 1,8  | 1,7  | 1,5  | 1,5  | 1,4  | 1,2  | 1,2  | 1,0  | 0,9  | 0,7  | 0,4  | 0,2  | 0,1  | 0,1  | 0,1  |      |      |      |      |      |      |      |      |      |      |      |      | ---  | ---  | ---  | ---  | ---  | ---  | ---  | ---  |
| 3sat                   | 12/1984                         | 1,4  | 1,2  | 1,4  | 1,4  | 1,3  | 1,3  | 1,3  | 1,2  | 1,1  | 1,1  | 1,1  | 1,0  | 1,0  | 1,0  | 1,1  | 1,1  | 1,0  | 1,0  | 1,0  | 1,0  | 1,0  | 0,9  | 0,9  | 0,9  | 0,9  | 0,9  | 0,9  | 0,9  | 0,9  | 1,0  | 0,8  | 0,8  | 0,7  | 0,7  | 0,5  | 0,3  |
| rbb Fernsehen          | 02/2004                         | 1,4  | 1,2  | 1,3  | 1,3  | 1,2  | 1,2  | 1,2  | 1,1  | 1,1  | 1,0  | 1,0  | 1,0  | 0,9  | 1,0  | 1,0  | 1,0  | 0,9  | 0,8  | 0,9  | 0,8  | ---  | ---  | ---  | ---  | ---  | ---  | ---  | ---  | ---  | ---  | ---  | ---  | ---  | ---  | ---  | ---  |
| Super RTL              | 04/1995                         | 1,2  | 1,3  | 1,3  | 1,3  | 1,5  | 1,7  | 1,6  | 1,8  | 1,8  | 1,7  | 1,9  | 2,1  | 2,2  | 2,2  | 2,5  | 2,4  | 2,6  | 2,6  | 2,8  | 2,7  | 2,7  | 2,4  | 2,8  | 2,8  | 2,8  | 2,9  | 2,3  | 2,1  | 0,7  |      |      |      |      |      |      |      |
| Arte                   | 05/1992                         | 1,2  | 1,2  | 1,3  | 1,2  | 1,1  | 1,1  | 1,1  | 1,0  | 1,0  | 1,0  | 0,9  | 0,8  | 0,8  | 0,8  | 0,7  | 0,6  | 0,7  | 0,5  | 0,5  | 0,4  | 0,3  | 0,3  | 0,4  | 0,3  | 0,3  | 0,3  | 0,3  | 0,3  | 0,2  | 0,2  | 0,1  |      | ---  | ---  | ---  | ---  |
| n-tv                   | 11/1992                         | 1,1  | 1,2  | 1,2  | 1,2  | 1,0  | 1,0  | 1,1  | 1,1  | 1,0  | 1,0  | 0,9  | 0,9  | 1,0  | 0,9  | 0,9  | 0,8  | 0,7  | 0,6  | 0,6  | 0,5  | 0,6  | 0,6  | 0,7  | 0,7  | 0,7  | 0,6  | 0,5  | 0,3  | 0,3  | 0,3  | 0,2  |      | ---  | ---  | ---  | ---  |
| hr-fernsehen           | 10/1964                         | 1,1  | 1,1  | 1,1  | 1,1  | 1,1  | 1,1  | 1,1  | 1,2  | 1,2  | 1,1  | 1,2  | 1,2  | 1,1  | 1,1  | 1,1  | 1,0  | 1,0  | 0,8  | 0,9  | 0,9  | 0,8  | 0,8  | 0,7  | 0,7  | 0,6  | 0,5  | 0,4  | 0,4  | 0,5  | 0,5  | 0,5  | 0,6  | 0,9  | 0,9  | 1,1  | 1,2  |
| One (Einsfestival)     | 08/1997                         | 1,1  | 1,0  | 1,0  | 0,9  | 0,8  | 0,8  | 0,6  | ?    | ?    | ?    | 0,2  | 0,1  | 0,1  | 0,1  | 0,1  |      |      |      |      |      |      |      |      |      |      |      |      |      |      |      |      |      |      |      |      |      |
| DMAX                   | 09/2006                         | 1,0  | 1,0  | 1,1  | 1,1  | 1,0  | 1,0  | 1,0  | 1,0  | 1,0  | 1,0  | 0,9  | 0,7  | 0,7  | 0,7  | 0,7  | 0,6  | 0,5  | 0,4  | ---  | ---  | ---  | ---  | ---  | ---  | ---  | ---  | ---  | ---  | ---  | ---  | ---  | ---  | ---  | ---  | ---  | ---  |
| Tele 5                 | 01/1988–12/1992 u. seit 04/2002 | 0,9  | 0,9  | 1,0  | 1,0  | 1,0  | 0,9  | 0,8  | 0,9  | 0,9  | 0,9  | 0,9  | 1,0  | 1,0  | 0,9  | 1,0  | 0,9  | 0,7  | 0,6  | 0,4  | 0,3  | 0,3  | 0,1  | ---  | ---  | ---  | ---  | ---  | ---  | ---  | ---  | ---  | 3,0  | 1,9  | 0,6  |      |      |
| welt / N24             | 01/2000                         | 0,9  | 0,9  | 0,9  | 1,1  | 0,8  | 0,9  | 1,1  | 1,2  | 1,1  | 1,0  | 1,0  | 1,0  | 1,0  | 1,0  | 1,0  | 1,0  | 0,9  | 0,8  | 0,6  | 0,4  | 0,4  | 0,1  | 0,1  | 0,0  |      |      |      |      |      |      |      |      |      |      |      |      |
| Phoenix                | 04/1997                         | 0,8  | 1,0  | 1,0  | 1,1  | 1,0  | 1,1  | 1,1  | 1,1  | 1,1  | 1,1  | 1,1  | 1,1  | 1,1  | 1,0  | 1,0  | 0,9  | 0,9  | 0,7  | 0,6  | 0,5  | 0,6  | 0,5  | 0,5  | 0,4  | 0,4  | 0,3  | 0,1  | ---  | ---  | ---  | ---  | ---  | ---  | ---  | ---  | ---  |
| sixx                   | 05/2010                         | 0,8  | 0,8  | 0,8  | 0,8  | 0,8  | 0,8  | 0,7  | 0,8  | 0,8  | 0,8  | 0,6  | 0,6  | 0,3  | 0,1  |      |      |      |      |      |      |      |      |      |      |      |      |      |      |      |      |      |      |      |      |      |      |
| Kabel 1 Doku           | 09/2016                         | 0,8  | 0,8  | 0,8  | 0,7  | 0,7  | 0,5  | 0,3  |      |      |      |      |      |      |      |      |      |      |      |      |      |      |      |      |      |      |      |      |      |      |      |      |      |      |      |      |      |
| ProSieben Maxx         | 09/2013                         | 0,7  | 0,8  | 0,7  | 0,7  | 0,8  | 0,9  | 0,7  | 0,6  | 0,7  | 0,5  |      |      |      |      |      |      |      |      |      |      |      |      |      |      |      |      |      |      |      |      |      |      |      |      |      |      |
| Disney Channel         | 10/1999                         | 0,7  | 0,7  |      |      | 0,9  | 0,9  | 0,9  | 0,9  | 0,8  | 0,8  |      |      |      |      |      |      |      |      |      |      |      |      |      |      |      | ---  | ---  | ---  | ---  | ---  | ---  | ---  | ---  | ---  | ---  | ---  |
| KiKA                   | 01/1997                         | 0,6  | 0,6  |      |      | 0,9  | 0,9  | 1,1  | 1,1  | 1,1  | 1,2  | 1,2  | 1,4  | 1,3  | 1,4  | 1,4  | 1,3  | 1,2  | 1,1  | 1,2  | 1,2  | 1,2  | 1,1  | 1,2  | 1,2  | 1,3  | 0,9  | 0,6  |      |      |      |      |      |      |      |      |      |
| Sport 1, früher DSF    | 01/1993                         | 0,6  | 0,5  | 0,6  | 0,5  | 0,7  | 0,7  | 0,9  | 0,9  | 0,9  | 0,8  | 0,9  | 0,7  | 0,9  | 0,8  | 0,9  | 0,9  | 1,1  | 1,0  | 1,2  | 1,1  | 1,0  | 0,9  | 1,0  | 1,2  | 1,3  | 1,1  | 1,2  | 1,1  | 1,3  | 1,2  | 1,3  |      |      |      |      |      |
| TLC                    | 04/2014                         | 0,5  | 0,5  | 0,6  | 0,6  | 0,6  | 0,4  | 0,3  |      |      |      |      |      |      |      |      |      |      |      |      |      |      |      |      |      |      |      |      |      |      |      |      |      |      |      |      |      |
| VOXup                  | 12/2019                         | 0,5  | 0,5  |      |      | 0,0  |      |      |      |      |      |      |      |      |      |      |      |      |      |      |      |      |      |      |      |      |      |      |      |      |      |      |      |      |      |      |      |
| Servus TV              | 01/2011                         | 0,4  | 0,4  | 0,4  | 0,4  | 0,4  | 0,3  | 0,2  |      |      |      |      |      |      |      |      |      |      |      |      |      |      |      |      |      |      |      |      |      |      |      |      |      |      |      |      |      |
| tagesschau24           | 05/2012                         | 0,4  | 0,5  | 0,4  | 0,4  | 0,3  | 0,3  | 0,3  | ?    | ?    | ?    | 0,1  |      |      |      |      |      |      |      |      |      |      |      |      |      |      |      |      |      |      |      |      |      |      |      |      |      |
| Comedy Central         | 01/2007                         | 0,4  | 0,4  | 0,3  | 0,4  | 0,4  | 0,4  | 0,4  | 0,3  | 0,4  | 0,4  | 0,3  | 0,3  | 0,4  | 0,3  | 0,3  | 0,3  | 0,3  |      |      |      |      |      |      |      |      |      |      |      |      |      |      |      |      |      |      |      |
| N24 Doku               |                                 | 0,4  | 0,3  | 0,3  |      |      |      |      |      |      |      |      |      |      |      |      |      |      |      |      |      |      |      |      |      |      |      |      |      |      |      |      |      |      |      |      |      |
| Eurosport              | 02/1989                         | 0,3  | 0,4  | 0,4  | 0,4  | 0,5  | 0,5  | 0,6  | 0,6  | 0,7  | 0,6  | 0,7  | 0,7  | 0,7  | 0,7  | 0,9  | 0,9  | 1,0  | 0,9  | 0,9  | 0,9  | 0,9  | 0,8  | 0,9  | 1,0  | 1,1  | 1,1  | 1,1  | 1,2  | 1,2  | 1,2  | 0,9  | 0,5  | 0,3  | 0,4  | 0,2  |      |
| HGTV                   | 6/2019                          | 0,3  | 0,2  | 0,2  | 0,2  | 0,0  | ---  | ---  | ---  | ---  | ---  | ---  | ---  | ---  | ---  | ---  | ---  | ---  | ---  | ---  | ---  | ---  | ---  | ---  | ---  | ---  | ---  | ---  | ---  | ---  |      |      |      |      |      |      |      |
| Nick                   | 09/2005                         | 0,2  | 0,2  |      |      | 0,3  | 0,5  | 0,6  | 0,7  | 0,8  | 0,6  | 0,7  | 0,7  | 0,8  | 0,8  | 0,9  | 0,8  | 0,7  | 0,5  |      |      |      |      |      |      |      |      |      |      |      |      |      |      |      |      |      |      |
| Bild                   |                                 | 0,2  | 0,2  | 0,0  |      |      |      |      |      |      |      |      |      |      |      |      |      |      |      |      |      |      |      |      |      |      |      |      |      |      |      |      |      |      |      |      |      |
| Toggo Plus             |                                 | 0,2  |      |      |      |      |      |      |      |      |      |      |      |      |      |      |      |      |      |      |      |      |      |      |      |      |      |      |      |      |      |      |      |      |      |      |      |
| ARD-alpha (BR-alpha)   | 01/1998                         | 0,2  | 0,1  |      |      | 0,2  | 0,1  | 0,1  | ?    | ?    | ?    | 0,1  | 0,1  | 0,1  | 0,1  | 0,1  | 0,1  | 0,1  | 0,1  | 0,1  | 0,1  | 0,1  | 0,1  | 0,1  | 0,1  | 0,0  |      |      |      |      |      |      |      |      |      |      |      |
| Deluxe Music           | 04/2005                         | 0,1  | 0,2  |      |      | 0,2  | 0,2  | 0,2  |      |      |      |      |      |      |      |      |      |      |      |      |      |      |      |      |      |      |      |      |      |      |      |      |      |      |      |      |      |
| MTV                    | 08/1987                         | 0,1  | 0,1  | 0,1  | 0,1  | 0,1  | 0,0  | 0,0  | 0,0  | 0,0  | 0,0  | 0,0  | 0,0  | 0,4  | 0,4  | 0,5  | 0,5  | 0,4  | 0,4  | 0,4  | 0,5  | 0,4  | 0,4  | 0,4  | 0,4  | 0,2  | 0,2  | 0,2  | 0,3  | 0,5  | 0,6  | 0,3  |      |      |      |      |      |
| Sky Sport News         | 12/2011                         | 0,1  |      |      | 0,1  | 0,2  | 0,1  | 0,1  |      |      |      |      |      |      |      |      |      |      |      |      |      |      |      |      |      |      |      |      |      |      |      |      |      |      |      |      |      |
| Bibel TV               |                                 | 0,1  |      |      |      |      |      |      |      |      |      |      |      |      |      |      |      |      |      |      |      |      |      |      |      |      |      |      |      |      |      |      |      |      |      |      |      |
| Schlager Deluxe        |                                 | 0,1  |      |      |      |      |      |      |      |      |      |      |      |      |      |      |      |      |      |      |      |      |      |      |      |      |      |      |      |      |      |      |      |      |      |      |      |
| Sky Deutschland        | 02/1991–                        |      |      |      |      | 1,6  | ,5   | 1,5  | 1,2  | 1,4  | 1,2  | 1,4  | 1,2  | 1,0  |      |      |      |      |      |      |      |      |      |      |      |      |      |      |      |      |      |      |      |      |      |      |      |
| Zee One                | 07/2016                         |      |      |      |      | 0,1  | 0,1  | 0,1  |      |      |      |      |      |      |      |      |      |      |      |      |      |      |      |      |      |      |      |      |      |      |      |      |      |      |      |      |      |
| Euronews               | 01/1993                         |      |      |      |      |      |      |      | ?    | ?    | ?    | 0,0  | 0,0  | 0,0  | 0,0  | 0,0  | 0,0  | 0,0  | 0,0  | 0,1  | 0,1  | 0,1  | 0,1  | 0,1  | 0,1  | 0,1  | 0,0  | 0,1  | 0,1  | 0,1  | 0,0  |      |      |      |      |      |      |
| VIVA                   | 12/1993–12/2018                 |      |      |      | ---  | ---  |      | 0,1  | 0,1  | 0,2  | 0,3  | 0,4  | 0,5  | 0,5  | 0,5  | 0,6  | 0,6  | 0,6  | 0,6  | 0,5  | 0,4  | 0,4  | 0,4  | 0,5  | 0,5  | 0,5  | 0,5  | 0,5  | 0,7  | 0,7  | 0,4  |      |      |      |      |      |      |
| ZDFkultur              | 05/2011–09/2016                 |      |      |      | ---  | ---  | ---  | ---  | 0,2  | 0,4  | 0,3  | 0,2  | 0,1  | 0,1  |      |      |      |      |      |      |      |      |      |      |      |      |      |      |      |      |      |      |      |      |      |      |      |
| EinsPlus               | 08/1997–09/2016                 |      |      |      | ---  | ---  | ---  | ---  |      | ?    | ?    | 0,1  | 0,1  | 0,1  | 0,1  | 0,1  |      |      |      |      |      |      |      |      |      |      |      |      |      |      |      |      |      |      |      |      |      |
| Das Vierte             | 10/2005–12/2013                 |      |      |      | ---  | ---  | ---  | ---  | ---  | ---  | ---  | 0,1  | 0,2  | 0,2  | 0,2  | 0,6  | 0,8  | 0,8  | 0,6  |      | ---  | ---  | ---  | ---  | ---  | ---  | ---  | ---  | ---  | ---  | ---  | ---  | ---  | ---  | ---  | ---  | ---  |
| EinsExtra              | 08/1997–04/2012                 |      |      |      |      |      |      |      |      |      |      |      | 0,0  | 0,0  | 0,0  | 0,0  |      |      |      |      |      |      |      |      |      |      |      |      |      |      |      |      |      |      |      |      |      |
| 9Live                  | 09/2001–08/2011                 |      |      |      | ---  | ---  | ---  | ---  | ---  | ---  | ---  | ---  | ---  | 0,1  | 0,1  | 0,1  | 0,2  | 0,2  | 0,2  | 0,2  | 0,3  | 0,4  |      |      |      |      |      |      |      |      |      |      |      |      |      |      |      |
| ZDFtheaterkanal        | 12/1999–05/2011                 |      |      |      |      |      |      |      |      |      |      |      |      | 0,0  | 0,0  | 0,0  |      |      |      |      |      |      |      |      |      |      |      |      |      |      |      |      |      |      |      |      |      |
| ZDFdokukanal           | 04/2000–10/2009                 |      |      |      |      |      |      |      |      |      |      |      |      |      | 0,1  | 0,1  |      |      |      |      |      |      |      |      |      |      |      |      |      |      |      |      |      |      |      |      |      |
| XXP                    | 05/2001–08/2006                 |      |      |      |      |      |      |      |      |      |      |      |      |      |      |      |      | 0,3  | 0,2  | 0,1  | 0,1  | 0,0  |      |      |      |      |      |      |      |      |      |      |      |      |      |      |      |
| VIVA Plus              | 03/1995–01/2007                 |      |      |      |      |      |      |      |      |      |      |      |      |      |      |      |      | 0,2  | 0,3  | 0,3  | 0,3  | 0,2  | 0,1  | 0,1  | 0,1  | 0,1  | 0,1  | 0,1  | 0,1  |      |      |      |      |      |      |      |      |
| MTV2 Pop               | 05/2001–09/2005                 |      |      |      |      |      |      |      |      |      |      |      |      |      |      |      |      |      | 0,3  | 0,3  | 0,3  | 0,3  | 0,2  |      |      |      |      |      |      |      |      |      |      |      |      |      |      |
| ORB                    | 01/1992–02/2004                 |      |      |      |      |      |      |      |      |      |      |      |      |      |      |      |      |      |      |      | 0,7  | 0,7  | 0,6  | 0,6  | 0,5  | 0,5  | 0,3  | 0,3  | 0,3  | 0,4  | 0,4  | 0,4  |      |      |      |      |      |
| SFB                    | 10/1992–02/2004                 |      |      |      |      |      |      |      |      |      |      |      |      |      |      |      |      |      |      |      | 0,4  | 0,4  | 0,4  | 0,3  | 0,3  | 0,3  | 0,3  | 0,3  | 0,3  | 0,3  | 0,3  |      |      |      |      |      |      |
| tm3                    | 08/1995–08/2001                 |      |      |      |      |      |      |      |      |      |      |      |      |      |      |      |      |      |      |      |      |      | 0,5  | 1,0  | 1,0  | 0,6  | 0,3  |      |      |      |      |      |      |      |      |      |      |
| Sonstige Fernsehsender |                                 |      |      |      |      |      |      |      |      |      |      | 5,2  | 1,4  | 4,2  | 3,9  | 4,1  | 4,9  | 4,7  |      |      |      |      |      |      |      |      |      |      |      |      |      |      |      |      |      |      |      |

Die Marktanteile werden in verschiedenen publizierten Beiträgen der Öffentlichkeit zur Verfügung gestellt.

## Sendungen

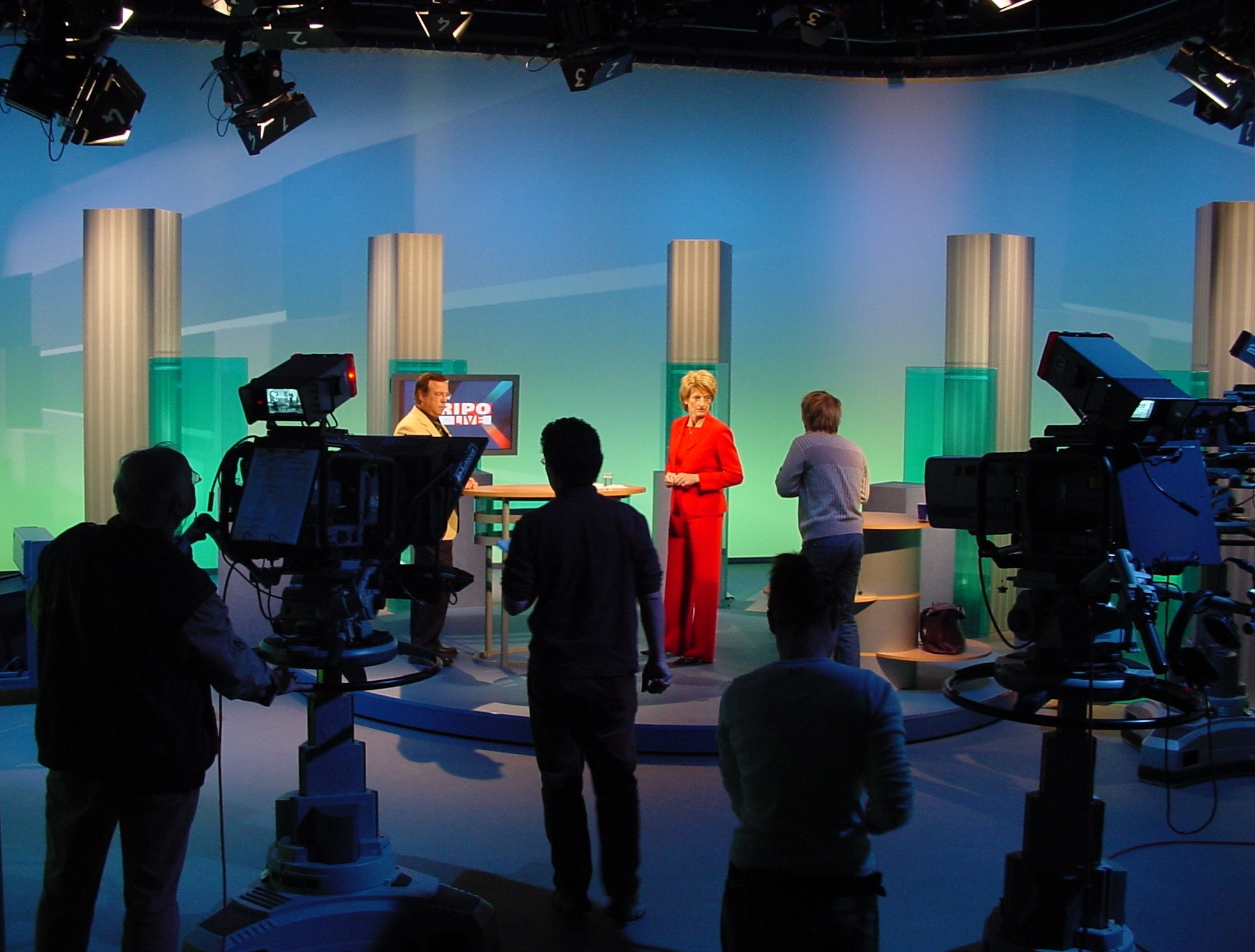
„Kripo live“ des MDR

Ein Großteil der Sender ist rund um die Uhr und täglich in Betrieb, lediglich einige kleinere Anbieter teilen sich je nach Empfangsart einen Kanal. In Grenzgebieten kann per Antenne das benachbarte Programm empfangen werden, z. B. kann noch 100 km nördlich von Österreich das ORF-Programm in Bayern gesehen werden. Dies war nicht immer so – aus Kostengründen wurden vor der Marktöffnung nächtliche Sendepausen gemacht (von 1:00 bis 7:00 Uhr wurde nur ein Testbild und ein ‑ton gesendet). Bis in die 1990er Jahre wurden viele Sendungen noch angesagt, dies ist heute eher selten.
Die Sendungen werden bei den Privatsendern durch Werbeblöcke unterbrochen. Das attraktive Rahmenprogramm soll die Zuschauer animieren, die Werbeblöcke anzusehen. Diese stellen die Haupteinnahmequelle der Privatsender dar. ARD und ZDF zeigen Werbung nur bis 20 Uhr, die übrigen öffentlich-rechtlichen Programme sind werbefrei. Filme der Öffentlich-Rechtlichen werden in der Regel nicht durch Werbung unterbrochen; jedoch ist vor allem das ZDF dazu übergegangen, Filmenden auszublenden und durch Eigenwerbung zu ersetzen.
Es gibt zahlreiche Fernsehformate, z. B. Politmagazine, Fernsehmagazine, Informationssendungen, Dokumentarfilme, Nachrichten, Quizsendungen, Spielfilme, Kinderserien und Seifenopern.
Das Angebot ist äußerst vielfältig und verschiedenartig, es füllt fast jede Nische. Hier erfolgt eine Aufstellung der wichtigsten Sendungen:

### Journalismus
Bei der journalistischen Qualität gilt die ARD seit je als besonders anspruchsvoll, sie hat auch die meisten Korrespondenten aller deutschen Sender unter Vertrag. Die Printmedien wurden in der Presseschau der öffentlich-rechtlichen Sender aufbereitet gesendet. Ferner gibt es sonntäglich den Presseclub der ARD (Nachfolger des Internationalen Frühschoppens, der seit 1953 bestand). Journalismus ist mittlerweile nur noch ein kleiner Teil des Fernsehangebotes. Er ist vorwiegend in Nachrichten, Reportagen, Dokumentationen, Fernsehmagazinen und ähnlichem zu finden. Die meistgesehene Nachrichtensendung im deutschen Fernsehen ist die Tagesschau (ARD). 2010 wurden bis Ende November in Das Erste durchschnittlich 5,34 Millionen Zuschauer, mit den Zuschauern bei den Dritten, 3sat und Phoenix 9,08 Millionen Gesamtzuschauer erreicht.
Gemäß Art. 25 des Rundfunkstaatsvertrags (RStV) sind die beiden reichweitenstärksten Fernsehvollprogramme dazu verpflichtet, für regionale Fensterprogramme Sendezeit zur Verfügung zu stellen. Ferner sind Sender mit großen Marktanteilen gem. Art. 30, 31 RStV dazu verpflichtet, zum Zwecke der Sicherung der Meinungsvielfalt unabhängigen Dritten Sendezeit für Fensterprogramme insbesondere in den Bereichen Kultur, Bildung und Information zur Verfügung zu stellen (Drittsendelizenz). Bekannteste Drittsenderanbieter sind AZ Media und dctp.

### Fiktionale Programme
An eigenproduzierten Filmen sind besonders Krimis wie Tatort und Komödien sowie Romanzen der seichteren Art (z. B. Rosamunde Pilcher) zu erwähnen. Für fremdproduzierte Spielfilme, meistens Kinofilme, müssen die Sender wie überall auch Lizenzen an den Rechteinhaber (Filmverleiher) bezahlen. Filme und Serien in ausländischer Sprache sind, bis auf wenige Ausnahmen auf zum Beispiel ARTE, synchronisiert, was nicht in jedem Land üblich ist.

#### Fernsehserien
Fernsehserien machen einen großen Teil der fiktionalen Programme im deutschen Fernsehen aus. Während die öffentlich-rechtlichen Sender vorwiegend Eigenproduktionen ausstrahlen, setzen die Privatsender oftmals auf lizenzierte Serien aus dem Ausland, vorwiegend den Vereinigten Staaten. Vorwiegende Genres sind Krimi-, Arzt- und Familienserien. Insbesondere in den 1990er Jahren konnten auch die Privatsender mit eigenproduzierten Serien wie bspw. Der Clown (1996–2000), Alarm für Cobra 11 – Die Autobahnpolizei (seit 1996), Die Wache (1994–1996), Alphateam – Die Lebensretter im OP (1996–2005) oder Wolffs Revier (1992–2006) große Erfolge feiern.
Das ZDF ist insbesondere für die Arztserie Die Schwarzwaldklinik bekannt, die eine der erfolgreichsten deutschen Fernsehserien ist und weltweit in 38 Länder verkauft wurde. Zwischen 1985 und 1989 wurden 70 Folgen ausgestrahlt, dazu kommen fortsetzende Fernsehfilme. Die Episode „Die Schuldfrage“ vom 17. November 1985 hält mit einer Einschaltquote von 27,97 Millionen Zuschauern bis heute den Rekord für ein fiktionales Programm. Die Arztserie Der Landarzt lief von 1987 bis 2013 und zählt mit 297 Folgen zu den langlebigsten deutschen Fernsehserien. Im ZDF lief ferner die Krimiserie Derrick mit Horst Tappert, die ein weiterer Exportschlager des deutschen Fernsehens ist. Zwischen 1974 und 1998 wurden 281 Folgen abgedreht. Seit 1981 strahlte das ZDF ferner bislang 280 Folgen von Ein Fall für zwei aus, die ebenfalls zu langlebigsten Serien des deutschen Fernsehens zählt, genau so wie SOKO München mit mehr als 430 Folgen seit 1976.
Im Ersten zählt die Lindenstraße zu den erfolgreichsten und bekanntesten Serien, die von 1985 bis 2020 bundesweit im Vorabendprogramm ausgestrahlt wurde und auf mehr als 1350 Folgen zurückblickt. Der Fahnder (1983–2001) mit mehr als 200 Folgen gehört zu den bekanntesten deutschen Krimiserien. Die Arztserie In aller Freundschaft mit mehr als 550 Folgen seit 1998 zählt ebenfalls zu den erfolgreichsten und am längsten laufenden Serien im Ersten. Das Großstadtrevier ist seit 1986 auf Sendung und blickt auf mehr als 340 Folgen zurück.

#### Fernsehfilme

Logo des Tatorts

Fernsehfilme sind im deutschen Fernsehen von großer Bedeutung und decken zusammen mit Serien den Großteil des fiktionalen Programmteils ab. Auch hier sind die öffentlich-rechtlichen Sender von größerem Gewicht als die Privatsender, die in einem deutlich geringeren Umfang eigene Fernsehfilme produzieren lassen. Zu den eigenen Projekten kommen oftmals noch europäische Koproduktionen hinzu. Wie auch bei den Serien gehört hier insbesondere der Kriminalfilm zu den vorwiegenden Genres, daneben auch Liebes- und Familienfilme, Komödien und Dramen.
Im öffentlichen-rechtlichen Fernsehen stechen ferner die zum Teil seit Jahrzehnten laufenden Fernsehreihen hervor. So blickt die ARD-Kriminalfilmreihe Tatort, die seit 1970 auf Sendung ist, auf mehr als 1000 Filme zurück und zählt auch heute noch zu den quotenstärksten Programmen der ARD und im deutschen Fernsehen. Weitere bedeutende Fernsehreihen sind zudem die aus dem DDR-Fernsehen übernommene Kriminalfilmreihe Polizeiruf 110 (ARD) mit insgesamt mehr als 300 Filmen seit 1971, Das Traumschiff im ZDF (seit 1981, bisher 67 Filme ausgestrahlt) und Der Bulle von Tölz mit 70 Filmen zwischen 1995 und 2009 (Sat. 1).
Daneben sind Mehrteiler ebenfalls von großer Relevanz. Zu den bekanntesten Mehrteilern gehören insbesondere die Filme unter der Regie von Dieter Wedel wie bspw. Der große Bellheim (1992, 4 Teile) oder Der Schattenmann (1995, 5 Teile).

#### Seifenopern (Soaps)

Logo von GZSZ

Im deutschen Fernsehen ausgestrahlte Seifenopern bestanden zunächst ausschließlich aus ausländischem Filmmaterial. Als Beginn kann die Ausstrahlung der US-Serien Dallas (ARD) und Denver-Clan (ZDF) gesehen werden. In den 1980er- und 1990er-Jahren war eine Vielzahl ausländischer Seifenopern komplett oder teilweise bei deutschen Privatsendern zu sehen, dazu gehörten etwa California Clan und Springfield Story (RTL) sowie Nachbarn (Sat.1). Nach und nach wurden alle ausländischen Seifenopern im deutschen Fernsehen abgesetzt; am längsten lief Reich und Schön (ZDF, bis 2000 RTL) mit 5992 in Deutschland ausgestrahlten Episoden bis Juni 2011. Wiederholungen wurden bei Tele 5 bis September 2016 gezeigt.
Als erste deutsche Seifenoper gilt die Lindenstraße, die als wöchentliche Serie seit 1985 im Ersten läuft. Erste deutsche Daily-Soap ist die seit 1992 bei RTL laufende Serie Gute Zeiten, schlechte Zeiten (GZSZ). Ebenfalls heute noch laufendes Format ist die in den Jahren danach gestartete Serie Unter uns (seit 1994 bei RTL). Die meisten der später produzierten Seifenopern wurden aufgrund schlechter Quoten nach einer gewissen Laufzeit wieder eingestellt, unter anderem Marienhof (von 1992 bis 2011 im Ersten) und Verbotene Liebe (1995 bis 2015 im Ersten).

#### Telenovelas
Das ursprünglich aus Lateinamerika stammende Format „Telenovela“ war, bis auf gelegentliche Importsendungen, im deutschen Fernsehen lange Zeit unbekannt. Ab November 2004 wurde im ZDF mit Bianca – Wege zum Glück die erste deutsche Telenovela ausgestrahlt. Aufgrund guter Quoten fand sich bald eine Vielzahl unterschiedlicher Telenovelas im Programm verschiedener Fernsehsender wieder. Sowohl bei den öffentlich-rechtlichen Sendern, etwa mit Sturm der Liebe (Das Erste) oder Wege zum Glück (ZDF), als auch den Privatsendern, etwa mit Verliebt in Berlin (Sat.1), fand das Format Anklang.
Eines der Merkmale dieser Serienart ist eigentlich, dass sie, im Gegensatz zu den Seifenopern, ein festgelegtes Ende haben und nach einer bestimmten Folgenanzahl enden. Vor allem in Deutschland werden jedoch bei guten Quoten die meisten Telenovelas immer wieder verlängert.

### Unterhaltungssendungen
Es gibt verschiedene Formen der Unterhaltung im deutschen Fernsehen. Neben den fiktionalen Programmen (s. o.) werden besonders häufig Quizsendungen wie Wer wird Millionär?, fiktive Gerichtsshows, Alltags-Reportagen und Serien verschiedener Art ausgestrahlt. In den 1990er Jahren dominierten Alltags-Talkshows das Nachmittagsprogramm.

#### Fernsehshows
Beliebte Fernsehshows in den jungen Jahren waren u. a. Einer wird gewinnen (ARD, 1964–1987 (mit Unterbrechungen)), Der goldene Schuß (ZDF, 1964–1970), Dalli Dalli (ZDF, 1971–1986) und Herzblatt (1987–2006). Mit dem Aufkommen des Privatfernsehens Ende der 1980er Jahre kamen zudem zahlreiche Spielshows auf die Bildschirme, oftmals auch Adaptionen US-amerikanischer Formate, Glücksrad (Sat. 1, 1988–2002), Ruck Zuck (Tele5, 1988–2000), Der Preis ist heiß (RTL, 1989–1997), Familien-Duell (RTL, 1992–2003) und Geh aufs Ganze! (Sat. 1, 1992–1997). Im Abendprogramm erfolgreich waren ferner die Formate Geld oder Liebe (ARD, 1989–2001), Traumhochzeit (RTL, 1992–2000) und Die 100.000 Mark Show (RTL, 1993–2000).
In den 1960er, 1970er bis in die 1980er Jahre erlebten zudem die großen Samstagabendshows ihre Blütezeit und waren regelrechte Straßenfeger. Bestandteile einer solchen Sendung sind Spielelemente, Musikauftritte, Gesprächsrunden und häufig auch eine lange Sendezeit. Die Veränderungen der Fernsehlandschaften in den letzten Jahrzehnten lassen das Format der großen Samstagabendshow teilweise als überholt wirken. Heute gibt es daher nur noch sehr wenige Samstagabendshows. Die Sendung Wetten, dass..? wurde jedoch im Laufe der Zeit den neueren Gegebenheiten angepasst und zeigte sich daher auch bis 2011 erfolgreich, seit einem Unfall während einer Livesendung und dem Rückzug von Thomas Gottschalk verlor das Format mit dem neuen Moderator Markus Lanz aber an Attraktivität und wurde Ende 2014 eingestellt. Ende der 1990er Jahre bis 2015 gab es auf ProSieben mit Stefan Raab verschiedene erfolgreiche von ihm selbst produzierte Unterhaltungsformate wie z. B. Schlag den Raab (2006–2015) und mit TV Total die langlebigste Late-Night-Show im deutschen Fernsehen (1999–2015, 2302 Folgen). Seit 1980 gibt es in der ARD die Unterhaltungssendung Verstehen Sie Spaß?, die Personen mit Versteckter Kamera in eine missliche Situation führt. Im September 2013 folgte in der ARD mit Das ist Spitze! eine Neuauflage der Spielshow Dalli Dalli. Neben diesen Shows wird der Samstagabend vor allem durch Casting- und Quizshows dominiert. Auch auf Sendeplätzen unter der Woche werden zahlreiche Fernsehshows präsentiert, insbesondere hier auch Quizsendungen und verschiedene Casting-, Ranking- und Reality-Shows (z. B. Big Brother).
Als erste Castingshow im deutschsprachigen Fernsehen gilt die Sendung Popstars, die 2000 auf RTL 2 ausgestrahlt wurde. Zu den weiteren bekannten Castingshows gehören Deutschland sucht den Superstar (RTL, seit 2002), Germany’s Next Topmodel (ProSieben, seit 2006), Das Supertalent (RTL, seit 2007) und The Voice of Germany (Sat.1/ProSieben, seit 2011). Die Rankingshow Die ultimative Chartshow auf RTL blickt auf mehr als 100 Folgen seit 2003 zurück.

#### Talkshows
Deutschlands erste Talkshow war die am 18. März 1973 erstmals ausgestrahlte WDR-Sendung Je später der Abend, die von Dietmar Schönherr moderiert wurde. Seit Februar 1979 gibt es die NDR Talk Show. Einige der dritten Programme der übrigen ARD-Anstalten übernehmen die Sendung (teilweise zeitversetzt).
Einen Aufschwung erlebte das Format in den 1990er-Jahren durch die Nachmittagstalkshows der Privatsender. Zeitweise fanden sich bis zu fünf Talkshows im Programm eines Senders wieder, die sich hauptsächlich mit trivialen Alltagsthemen befassten. Bekannte Vertreter waren etwa Hans Meiser (RTL), Vera am Mittag (Sat.1) oder Arabella (ProSieben). Britt (Sat.1) ist mit 2.112 Folgen die am längsten gelaufene tägliche Talkshow im deutschen Fernsehen.
Vor allem bei den öffentlich-rechtlichen Sendern gab und gibt es Talkshows zu politischen Themen, dazu gehören beispielsweise Caren Miosga, Nachfolgesendung von Anne Will, die wiederum auf die Vorgängersendung Sabine Christiansen (ARD) folgte, oder Maybrit Illner (ZDF). Von 2011 bis 2015 moderierte Günther Jauch die wöchentliche Talkshow am Sonntagabend um 21:45 Uhr im Ersten, Günther Jauch.

#### Quizsendungen
Ein regelrechter Quizshow-Boom wurde im deutschen Fernsehen um die Jahrtausendwende durch die RTL-Sendung Wer wird Millionär? ausgelöst, eine seit 1999 von Günther Jauch moderierte Adaption der britischen Sendung Who Wants to Be a Millionaire?. Im Laufe weniger Monate entstanden bei fast allen Sendern zahlreiche Quizsendungen, die sich teilweise eng am Konzept von Wer wird Millionär? orientierten und nur leicht veränderte Spielregeln hatten. Zu den bekanntesten und am längsten laufenden Sendungen gehören Das Quiz mit Jörg Pilawa (2001 bis 2010 im Ersten) und Die Quiz Show (von 2000 bis 2004 bei Sat.1).
Zu den bekanntesten Quizsendungen aus früheren Jahren gehören zudem Was bin ich? (ARD/Bayerisches Fernsehen, 1955–1958 und von 1961-1989), Der Große Preis (ZDF, 1974–1993), Am laufenden Band (ARD, 1974–1979) und Die Pyramide (ZDF, 1979–1994).

#### Kindersendungen
- Die Sendung mit der Maus – Wissenssendung seit 1971, weltweite Vermarktung
- Unser Sandmännchen – eine der ältesten und einst populärsten Kindersendungen, 20.000 Episoden
- Sesamstraße – von 1973 bis 1977 Übersetzungen der US-amerikanischen Reihe Sesame Street (Vereinigten Staaten), danach adaptierte Eigenproduktion (NDR)

### Sport

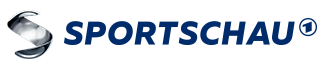
Logo der Sportschau

Eine der traditionsreichen Sportsendungen im deutschen Fernsehen ist die seit 1961 bestehende ARD-Sportschau. Seit 2003 verfügt die Sportschau wieder über die Erstverwertungsrechte der Fußball-Bundesliga, die die ARD 1988 an RTLplus abtreten musste. Das am Samstagabend ausgestrahlte aktuelle Sportstudio sowie die Sportstudio-Reportage am Sonntagnachmittag sind die regelmäßigen Sportsendungen des ZDF. Mit ran besitzt die ProSiebenSat.1-Media-Gruppe die traditionsreichste Sportsendung des Privatfernsehens.
Sportliche Großereignisse, darunter die Olympischen Spiele sowie die Fußball-Welt- und Europameisterschaften, wurden und werden größtenteils von den öffentlich-rechtlichen Sendeanstalten live übertragen. Ausführliche Übertragungen werden außerdem von verschiedenen Fußballwettbewerben, Wintersportarten und Radsportveranstaltungen gezeigt. Bei der Übertragung orientiert man sich hauptsächlich an denjenigen Sportarten, in denen die Siegchancen deutscher Sportler am größten sind.
Ab Ende der 1980er-Jahre sicherten sich die immer populärer werdenden Privatsender etliche Sportrechte. Neben der Fußball-Bundesliga gehörten dazu etwa Tennis- und Boxveranstaltungen, die Formel 1 oder Fußballturniere wie die UEFA Champions League. Einige Sportübertragungen sind mittlerweile parallel im Free- und Pay-TV zu sehen, etwa die Formel 1 oder einige Spiele der Champions League. Manche Übertragungen, etwa die meisten Spiele der Champions League, finden ausschließlich im Bezahlfernsehen statt.
Mit Eurosport 1 und Sport1 (bis 11. April 2010 als DSF) gibt es in Deutschland zwei frei empfangbare Sportsender.

## Technik
| Technologie     | Haushalte total | Haushalte relativ |
| --------------- | --------------- | ----------------- |
| Satellit        | 17.779.000      | 46,1 %            |
| Kabel (digital) | 11.229.000      | 29,1 %            |
| Kabel (analog)  | 6.630.000       | 17,2 %            |
| DVB-T           | 3.865.000       | 10,0 %            |
| DSL-TV          | 1.899.000       | 4,9 %             |
| Gesamt          | 38.557.000      | 100 %             |

(Stand: 2014)

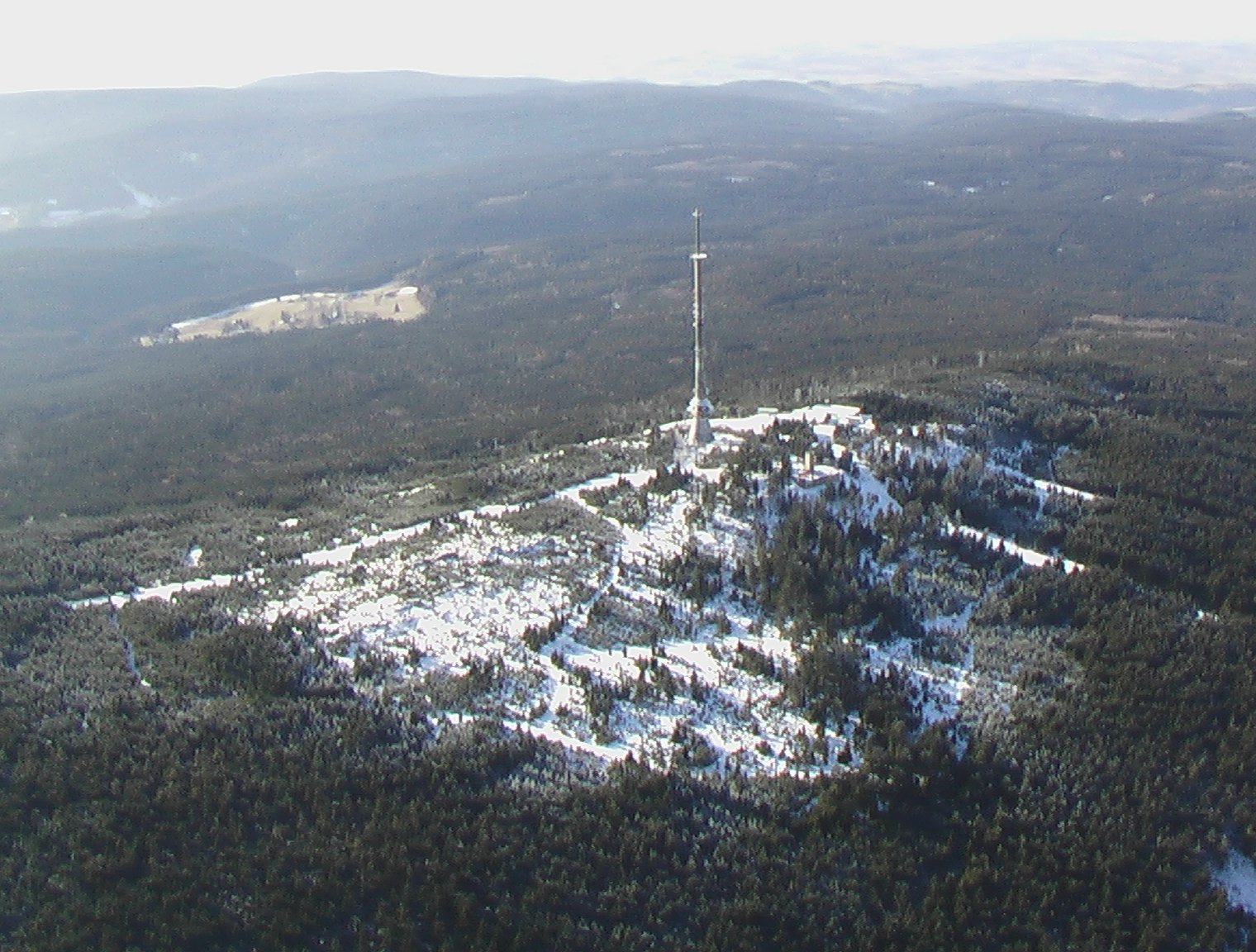
Der Sendeturm Ochsenkopf in Bayern

Leider fehlen hier Statistikdaten von Nutzern von Internet-TV OTT und deutschem Fernsehen im Ausland.
Fernsehstandard ist – außer bei Sendern der ausländischen Streitkräfte – B/G-PAL (Phase Alternating Line). Die Übertragung erfolgt durch Satelliten, Kabelnetze und terrestrisch. Der terrestrische Empfang wurde zwischen 2002 und 2009 auf DVB-T umgestellt (DVB-T in Deutschland). Die digitale Übertragung ist beim Satellitenempfang (DVB-S) bereits üblich, im Kabelfernsehen wird das entsprechende DVB-C von den Zuschauern noch vergleichsweise wenig genutzt. Auch Internet Protocol Television (IPTV), Streaming Media und der Empfang über Mobiltelefon (DVB-H und DMB) wird angeboten.
Nicht jeder Sender sendet in allen Modi, jedoch sind die meisten per Satellit oder Kabel empfangbar. Der Standard High Definition Television (HDTV) wird seit Februar 2010 von ARD, ZDF und arte im Regelbetrieb ausgestrahlt. Die Privatsender verwenden für HDTV-Ausstrahlungen die verschlüsselte Plattform HD+. Inwieweit der Zuschauer bereit ist, für eigentlich werbefinanziertes Fernsehen auch noch zusätzliche Gebühren zu bezahlen (2011 ca. 50 Euro pro Jahr), wird die Zukunft zeigen. Zweikanalton wird selten angeboten (meist nur bei Spielfilmen oder bei Gemeinschaftssendungen von mehrsprachigen Sendern). Fast alle Sender versehen ihr Fernsehsignal mit Codes für VPS, das zur zeitgerechten Aufnahme von Sendungen der Zuschauer dient.
Es gibt einige hundert Fernsehtürme in Deutschland, die meist von der Deutschen Telekom betrieben werden. Die Fernsehgesellschaften müssen Entgelte für die Übertragung ihrer Signale abführen.

## Finanzierung

Logo des Beitragsservice

Das öffentlich-rechtliche Fernsehen in Deutschland finanziert sich vor allem durch die Rundfunkbeiträge. Jahrzehntelang wurden die Gebühren als hoheitliche Abgabe von inländischen Betreibern entsprechender Empfangsgeräte gezahlt, darunter fiel praktisch jeder Einwohner Deutschlands, der betriebsbereite Empfangsgeräte zu Hause hatte, sofern keine ausdrückliche Befreiung vorlag; sowie Gewerbetreibende mit betriebsbereiten Empfangsgeräten. Für den Einzug der Gebühren war die Gebühreneinzugszentrale der öffentlich-rechtlichen Rundfunkanstalten in der Bundesrepublik Deutschland (GEZ) zuständig. In den letzten Jahren ist in mehreren Ländern das Gebührenmodell durch das von der tatsächlichen Inanspruchnahme einer Leistung unabhängige Modell des Beitrags abgelöst worden. So wurde auch in Deutschland zum 1. Januar 2013 die bisherige Rundfunkgebühr durch einen geräteunabhängigen Rundfunkbeitrag ersetzt, der seitdem vom ARD ZDF Deutschlandradio Beitragsservice eingezogen wird. Mit den Einnahmen werden der öffentlich-rechtliche Rundfunk (außer der Deutschen Welle) und die ausschließlich für den privaten Rundfunk zuständigen Aufsichtsbehörden finanziert.
Die kommerziellen Sender finanzieren sich größtenteils durch Fernsehwerbung oder im Abonnement als Pay-TV. Weitere Finanzierungsmöglichkeiten sind Spenden (z. B. Bibel TV oder K-TV), Verkauf von Produkten (Homeshopping-Sender, Merchandising), sowie Telefonmehrwertdienste wie Call-in-Gewinnspiele und Televoting. Ferner stellt auch die Auslandsvermarktung von Sendungen und Formaten eine Finanzierungsquelle dar.

## Rechtliche Regelung
Fernsehen wird in Deutschland vom Rundfunkrecht, durch das Urheberrecht und durch internationale Verträge geregelt. Als meinungsbildendes Medium fällt es in die Kulturhoheit der Bundesländer und wird daher in erster Linie von ihnen geregelt und verwaltet. Um bundesweit einheitliche Regelungen zu schaffen, haben sich alle Bundesländer mit dem Rundfunkstaatsvertrag auf ein einheitliches Regelwerk geeinigt. Dieses enthält insbesondere Regelungen für die Öffentlich-rechtlichen Rundfunkanstalten, über die Zulassungsvoraussetzungen von privaten Rundfunksendern, Form und Dauer der Werbung, Jugendschutz, die Kurzberichterstattung und der Berichterstattung über Großereignisse.
Die Freiwillige Selbstkontrolle der Filmwirtschaft prüft Filme hinsichtlich des Jugendschutzes und vergibt Altersfreigaben. Sendungen, die für unter 16-Jährige nicht geeignet sind (FSK 16), dürfen im Fernsehen nur zwischen 22 und 6 Uhr ausgestrahlt werden, Sendungen mit einer Freigabe ab 18 Jahren erst ab 23 Uhr. Auch Vorschauen auf derartige Sendungen dürfen nur in den genannten Zeiträumen gezeigt werden. Um solche Filme auch zur Hauptsendezeit ausstrahlen zu können, zeigen die Sender teilweise geschnittene und damit entschärfte Fassungen.

## Fernsehpreise
In Deutschland werden von verschiedener Seite Fernsehpreise gestiftet, um das Wirken im Fernsehbereich zu würdigen.
Zu den wichtigsten Auszeichnungen gehören der seit 1948 von Hubert Burda Media verliehene Bambi, der seit 1964 vom Adolf-Grimme-Institut verliehene Adolf-Grimme-Preis sowie die seit 1965 von der Fernsehzeitschrift Hörzu verliehene Goldene Kamera. Der Deutsche Fernsehpreis wird als Gemeinschaftsinstitution seit 1999 von den öffentlich-rechtlichen Fernsehsendern Das Erste und ZDF sowie den Privatsendern RTL und Sat.1 verliehen.

## Konsum
Es gibt 34 Millionen deutschsprachige Fernsehhaushalte mit einer Zuschauerschaft von ca. 73 Millionen Personen ab drei Jahren.
Die Sender ARD, ProSiebenSat.1 Media AG, RTL und ZDF betreiben einen eigenen Dienst zur Durchführung und Weiterentwicklung kontinuierlicher und quantitativer Zuschauerforschung, die Arbeitsgemeinschaft Fernsehforschung (AGF). Der Fernsehkonsum (Teleskopie mit dem Wert der Einschaltquote) wird auf Grundlage von 5640 Haushalten hochgerechnet. Seit 2001 sind darunter auch in Deutschland lebende EU-Bürger. Auftraggeber ist die oben genannte Arbeitsgemeinschaft Fernsehforschung, mit der Ausführung ist die Gesellschaft für Konsumforschung (GfK) befasst. Die Sehdauer einer in Deutschland lebenden Person betrug 2006 ihren Angaben zufolge 212 Minuten, die Verweildauer betrug 299 Minuten täglich. Dies bedeutet einen deutlichen Anstieg im Vergleich zur ersten gesamtdeutschen Auswertung 1992, als die Sehdauer bei 158 Minuten und die Verweildauer bei 240 Minuten lag. Dabei sehen Personen ab 50 Jahre und Ostdeutsche überdurchschnittlich viel fern.
Die durchschnittliche tägliche Sehdauer hängt deutlich von Alter, Bildung, Beruf und Einkommen der Person ab. Beim Alter lag die Spanne 2004 zwischen 93 Minuten (3–13 Jahre) und 289 Minuten (> 65 Jahre), beim Bildungsstand zwischen 162 Minuten (Abitur/Studium) und 257 Minuten (Volksschulabschluss) und beim Beruf zwischen 168 Minuten (leitende Angestellte, Freiberufler, höhere Beamte) und 250 Minuten (einfache Arbeiter). Personen mit einem monatlichen Netto-Einkommen über 4000 € sehen durchschnittlich 149 Minuten fern, wer weniger als 1000 € verdient, sitzt im Schnitt 311 Minuten vor dem Fernseher. Mit 319 Minuten täglich sehen Arbeitslose statistisch am meisten fern.
| Altersgruppe | 2010 | 2011 | 2012 | 2013 | Veränderung 2010–2013 (%) |
| ------------ | ---- | ---- | ---- | ---- | ------------------------- |
| alle         | 223  | 225  | 222  | 221  | −0,2                      |
| 3 – 13 J.    | 93   | 93   | 90   | 89   | −4,3                      |
| 14 – 19 J.   | 108  | 111  | 102  | 92   | −14,8                     |
| 20 – 29 J.   | 162  | 159  | 155  | 148  | −8,6                      |
| 30 – 39 J.   | 217  | 211  | 198  | 195  | −10,1                     |
| 40 – 49 J.   | 229  | 232  | 233  | 230  | 0,4                       |
| 50 – 59 J.   | 265  | 269  | 265  | 260  | −1,9                      |
| 60 – 69 J.   | 302  | 310  | 306  | 317  | 5,0                       |
| ab 70 J.     | 305  | 303  | 303  | 303  | −0,7                      |

Die Hauptsendezeit liegt zwischen 20 Uhr und 22:30 Uhr. Da die Hauptausgabe der Tagesschau, die meistgesehene Nachrichtensendung im deutschen Fernsehen, seit Jahrzehnten von 20 Uhr bis 20:15 Uhr läuft, beginnt das Abendprogramm nahezu aller Sender um 20:15 Uhr.
Die Arbeitsgemeinschaft Media-Analyse e. V. ist eine Non-Profit-Organisation, die das Nutzungsverhalten von Medien in Deutschland durch Befragungen erforscht. In dem regelmäßig erscheinenden Druckwerk „Nationale Darstellungen Fernsehen“ werden Angaben zu Reichweiten und Hochrechnungen dargestellt (z. B. „Seherschaften pro durchschnittlicher halber Stunde“ oder „Seherschaften pro Sendetag und Zeitabschnitt“).
| Altersgruppe | 2010 | 2011 | 2012 | 2013 | Veränderung 2010–2013 % |
| ------------ | ---- | ---- | ---- | ---- | ----------------------- |
| alle         | 72   | 71   | 70   | 69   | −4,2                    |
| 3 – 13 J.    | 56   | 55   | 54   | 53   | −5,4                    |
| 14 – 19 J.   | 50   | 49   | 47   | 43   | −14,0                   |
| 20 – 29 J.   | 57   | 57   | 53   | 51   | −10,5                   |
| 30 – 39 J.   | 72   | 71   | 69   | 68   | −5,6                    |
| 40 – 49 J.   | 73   | 73   | 73   | 72   | −1,4                    |
| 50 – 59 J.   | 77   | 77   | 76   | 75   | −2,6                    |
| 60 – 69 J.   | 83   | 83   | 82   | 83   | 0,0                     |
| ab 70 J.     | 86   | 86   | 85   | 85   | −1,2                    |

## Sonstiges
- ARD und ZDF sind Mitglied der Europäischen Rundfunkunion (EBU, allgemein bekannt als Eurovision).
- Jeder große Sender bietet Teletext und ShowView-Zahlen.
- Außerhalb der Sendeaktivität sind zumindest die bundesweit aktiven Sender mit Websites vertreten, die das Programm teilweise sehr ausführlich begleiten.
- Die Kommission zur Ermittlung der Konzentration im Medienbereich (KEK) ist eine im staatlichen Auftrag agierende Überwachungsinstitution pro Informationsvielfalt. Sie dokumentiert Eigentumsverhältnisse des Privatfernsehens. Ihre Auswertungen werden dazu genutzt, monopolähnliche Verhältnisse in der deutschen Medienlandschaft zu vermeiden. Tritt eine Unternehmensgruppe im Markt zu dominant auf, wird eine Meinungskanalisation befürchtet.
- Viele deutsche Sendungen sind im Fernsehmuseum Berlin, das seit 2006 besteht, archiviert und können dort angesehen werden.
- Meistverkaufte deutsche Programmzeitschrift ist tv14 mit einer verkauften Auflage von 1.230.143 Exemplaren (Stand: IVW 2/2025).